# Mayetiola
Mayetiola är ett släkte av tvåvingar. Mayetiola ingår i familjen gallmyggor.

## Bildgalleri

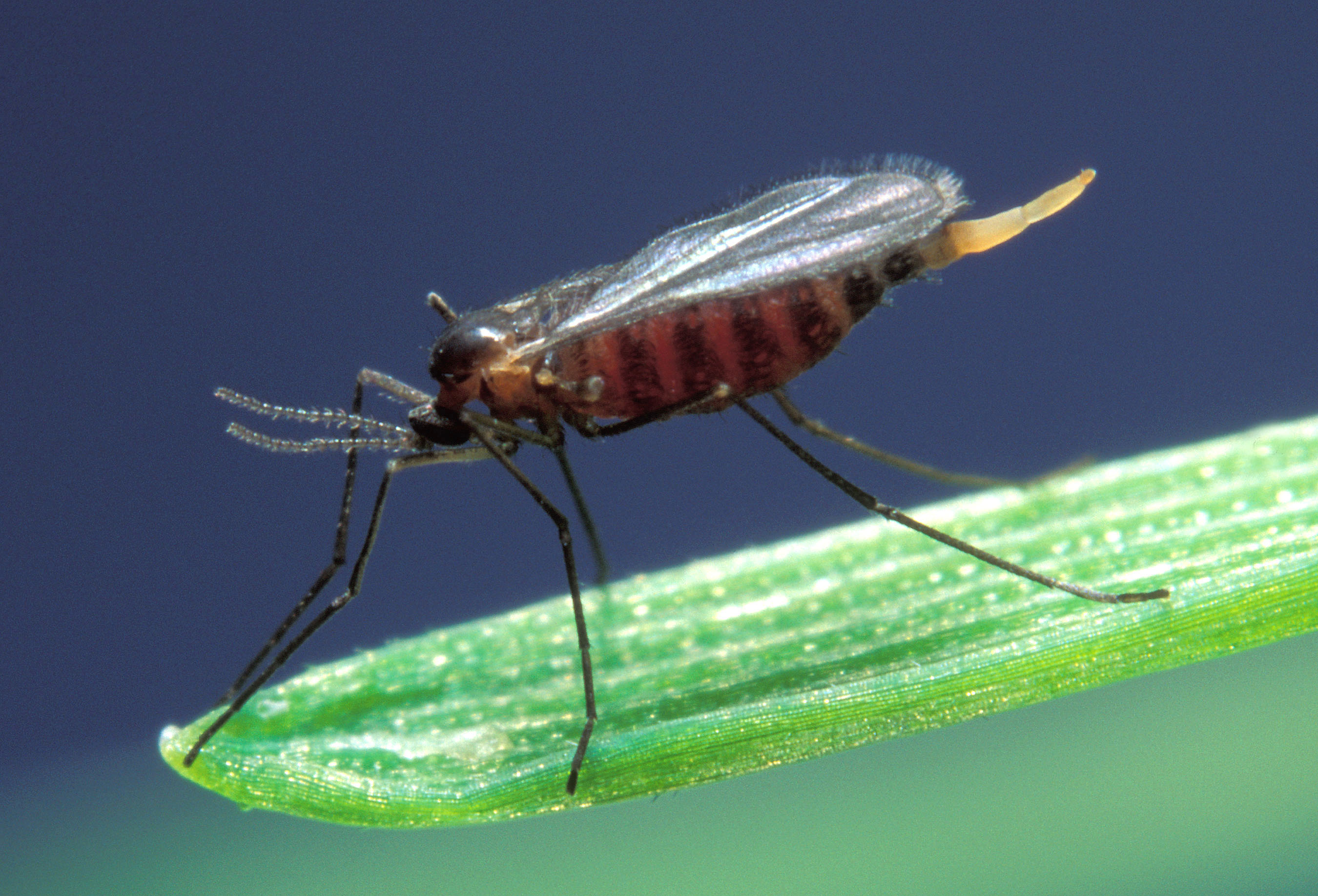

## Dottertaxa tillMayetiola, i alfabetisk ordning[1]
- Mayetiola agrostidis
- Mayetiola agrostivora
- Mayetiola alopecuri
- Mayetiola ammophila
- Mayetiola avenae
- Mayetiola baudysi
- Mayetiola bifida
- Mayetiola bimaculata
- Mayetiola bromi
- Mayetiola bromicola
- Mayetiola buhri
- Mayetiola californica
- Mayetiola clavata
- Mayetiola culacera
- Mayetiola dactylidis
- Mayetiola destructor
- Mayetiola festucae
- Mayetiola floridensis
- Mayetiola graminis
- Mayetiola hellwigi
- Mayetiola hierochloae
- Mayetiola holci
- Mayetiola hordei
- Mayetiola joannisi
- Mayetiola kaalae
- Mayetiola lanceolatae
- Mayetiola moliniae
- Mayetiola phalaris
- Mayetiola puccinelliae
- Mayetiola radicifica
- Mayetiola schoberi
- Mayetiola thujae
- Mayetiola ventricola